# پونته دلاولیو
پونته دلاولیو (به ایتالیایی: Ponte dell'Olio) یک کومونه در ایتالیا است که در استان پیاچنزا واقع شده‌است. پونته دلاولیو ۴۴٫۰ کیلومتر مربع مساحت و ۴٬۹۱۷ نفر جمعیت دارد و ۲۱۷ متر بالاتر از سطح دریا واقع شده‌است.